# Sona (língua)
A língua sona é uma língua auxiliar internacional criada por Kenneth Searight e descrita num livro publicado em 1935: Sona; an auxiliary neutral language (Londres, K. Paul, Trench, Trubner & Co., Ltd., 1935, LCCN: 35016722).
A palavra Sona (na própria língua sona) significa "(coisa) auxiliar", como indica o título do livro que descreve o idioma.
A ideia de criar o idioma surgiu como resposta à eurocentricidade de muitos idiomas construídos anteriores, bem como o esperanto e o volapük, ou a impraticidade doutros a priori, como o solresol.
Searight incorporou no seu projeto elementos semánticos e estruturais de diversos idiomas, entre eles o japonês, o inglês, o turco, o chinês, o russo, o persa e o árabe, bem como das línguas neolatinas. 